# 자유조선방송
자유조선방송(自由朝鮮放送, Radio Free Chosun)은 조선민주주의인민공화국(북조선)의 민주화와 개혁개방을 지향하는 대한민국의 라디오 방송으로, 2002년 북조선 주민에게 민주화와 개혁개방의 필요성을 전하고 북조선 내외의 소식과 정보를 전하기 위한 목적으로 창립되었다. 2005년 12월 5일에 첫 전파를 송출했다.
2013년 1월 11일 기준으로 밤 9시부터 11시까지 2시간 동안 단파 7595kHz로, 새벽 5시부터 6시까지 1시간 동안 단파 7505kHz(1시간)로 방송된다.
밤 9시부터 시작되는 1부 <조선의 오늘과 내일>은 200kW 출력으로 송출되며, 북한 내외 소식과 해설 및 분석, 논평 등을 한 시간 동안 방송한다. 밤 10시부터 시작되는 2부 <사회교육방송>은 200kW 송출되며, 북한 체제의 문제점을 진단하고 북한 주민에게 자유와 민주주의 인권의식, 시장경제와 개혁개방 방안을 제시하는 프로그램을 한 시간 동안 방송한다. 새벽 5시부터 시작되는 3부 <문화방송>은 300kW로 송출되며, 남북한 유행 가요와 탈북자 노래방, 탈북자 사연, 한국 사람들의 평범한 일상을 전하는 내용으로 한 시간 동안 방송된다.
한국 출신 북한민주화운동가들과 탈북자, 그리고 해외 동포들이 함께 참여해 방송을 만들고 있고 한국어와 북한 방언(북한 억양)을 사용해 방송을 제작하고 있다.[한국어와 조선말은 소수 사투리의 단어들 빼고는 거의 차이가 없다.]
2013년 1월 현재 자유조선방송 대표는 80년대 학생운동을 하다, 2003년 북한민주화네트워크 연구위원, 2004년 계간)시대정신 편집장, 2005년 북한전문인터넷 신문 DailyNK 논설위원을 했던 이광백씨(43)가 맡고 있다.
2002년 3월 방송사 사무실과 스튜디오를 마련해 대북방송프로그램 제작을 시작했으며, 2003년 6월 자유조선중앙방송(비공개)으로 출범했다. 2005년 12월 미국 민주주의 재단(NED)의 지원을 받아 1시간 짜리 라디오 전파(단파)를 처음으로 송출했다. 2007년 2월 송출 시간을 30분 늘려 총 1시간 30분을 송출하고, 같은 해 7월 한글판과 영문판 인터넷 방송 서비스를 시작했다. 2008년 7월 자유조선방송 명칭과 프로그램제작 지역, 송출소 소재 등을 공개했다. 자유조선방송은 프로그램 제작은 한국에서, 전파 송출은 중앙아시아에서 하고 있다고 공개했다. 2009년 미국 국무부의 지원을 받아 1월 송출시간을 추가로 1시간 30분 늘려, 총 3시간으로 송출 시간이 확대됐다.
북한 주민이 방송을 듣을 수 있는 밤 9시부터 새벽 2시까지 하루 5시간 방송을 제작하여 한국에서 AM주파수로 송출하고, 중장기적으로는 대북TV방송을 실시한다는 목표를 갖고 있다.
2014년 11월 민간대북방송인 열린북한방송과 북한전문인터넷 신문 데일리NK가 협력해 국민통일방송을 설립했다.

## 같이 보기
- 국민통일방송